# جوزه
جوزه، روستایی از توابع بخش خلجستان در استان قم است.

## جمعیت
این روستا در بخش خلجستان قرار دارد و براساس سرشماری مرکز آمار ایران در سال ۱۳۸۵، جمعیت آن ۱۹۵ نفر (۵۹خانوار) بوده‌است.